# Silver Strikers
Silver Strikers is de naam van een Malawiaanse voetbalclub uit de hoofdstad Lilongwe. De club speelt in de hoogste divisie, de Premier League. Van deze competitie is het ook de titelhouder.

## Bekende (oud-)spelers
- Frank Banda